# Brug 984
Brug 984 is een bouwkundig kunstwerk in Amsterdam-Noord.
De voet- en fietsbrug vormt de verbinding tussen een stukje Buikslotermeerdijk (westkant) en Koedijkpad. Aan de westkant van de brug ligt het Baanakkerspark, aan de oostkant de woonwijken Werengouw. Voor deze verbinding ontwierp Dirk Sterenberg van de Dienst der Publieke Werken in 1964 een brug. Sterenberg ontwierp in deze tijd van steeds nieuwe stadsuitbreidingen een serie bruggen, waarvan er niet alleen een aantal in Noord werden gebouwd maar ook in het Gijsbrecht van Aemstelpark in Buitenveldert. Ze zijn te herkennen aan twee platen beton (opgebouwd uit liggers) die worden gedragen door betonnen brugpijlers met jukken. Anders dan in Buitenveldert (groen/wit) zijn de leuningen in Noord blauw en wit. Een andere brug uit de serie is bijvoorbeeld brug 987. De brug werd gebouwd in 1966/1967.
Sterenberg ontwierp meer dan 170 bruggen voor Amsterdam.

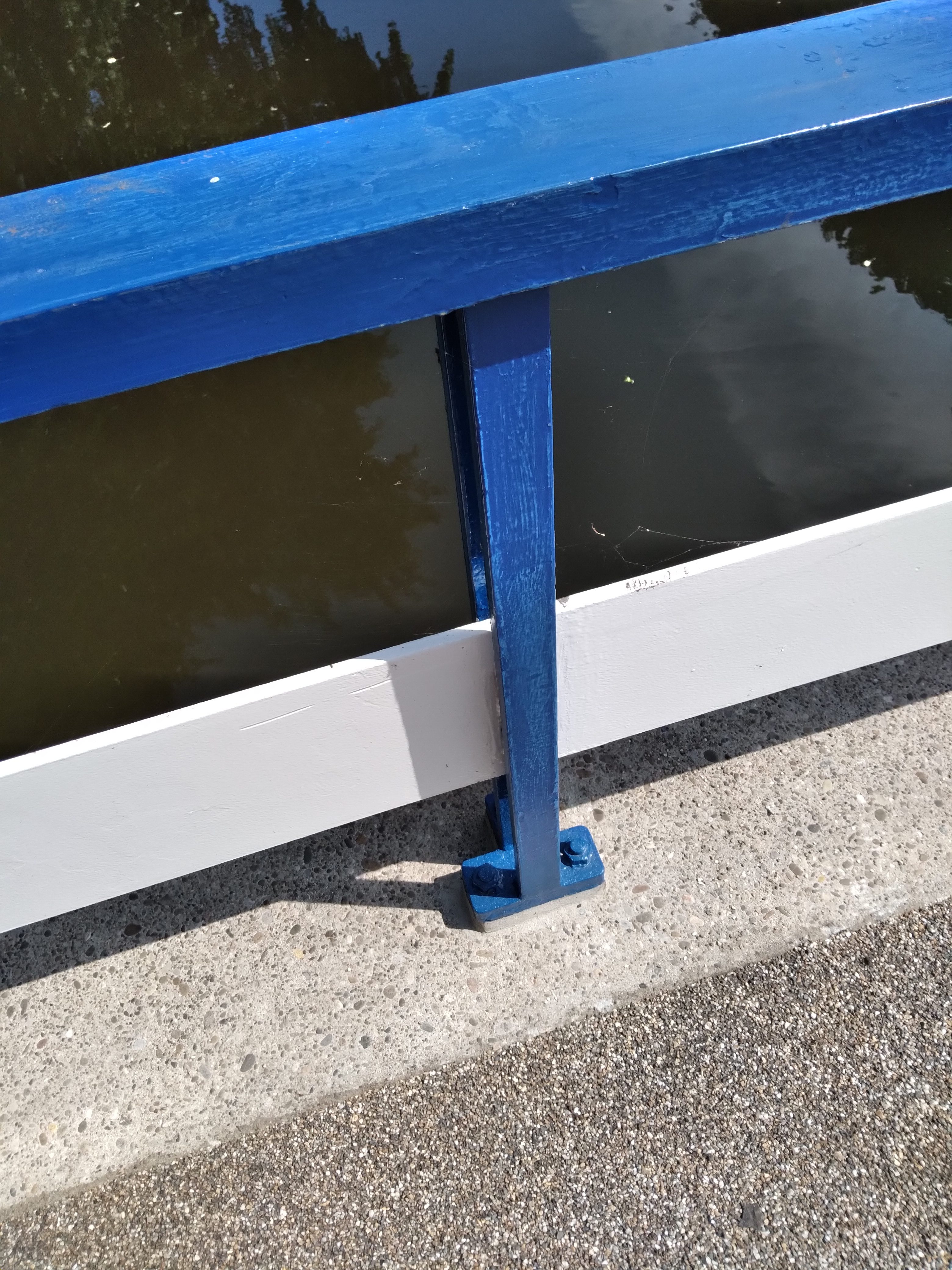
Baluster en leuningen (juli 2021)

<<< · 900 · 901 · 904 · 905 · 906 · 907 · 908 · 909 · 912 · 913 · 914 · 915 · 916 · 917 · 918 · 919 · 920 · 923 · 924 · 930 · 932 · 933 · 934 · 935 · 936 · 937 · 939 · 943 · 944 · 945 · 946 · 947 · 948 · 949 · 950 · 951 · 952 · 953 · 954 · 956 · 957 · 958 · 959 · 960 · 961 · 962 · 963 · 964 · 965 · 966 · 967 · 968 · 970 · 971 · 972 · 973 · 974 · 975 · 978 · 979 ·  980 · 981 · 984 · 985 · 986 · 987 · 988 · 989 · 990 · 991 · 992 · 993 · 994 · 995 · 996 · 997 · 998 · 999 · >>>
Brugnummers  902, 903, 910, 911, 920, 921, 922, 925, 926, 927, 928, 929, 931, 937, 938, 940, 941, 942, 955, 969, 976, 977, 982, 983 zijn niet (meer) vergeven.